# ジャーニービヨンドレール
ジャーニービヨンド事業で知られるJourney Beyond Rail Expeditions社 は、オーストラリアの鉄道会社。

## 歴史
オーストラリア国鉄の民営化により、1997年後半に開業した。2016年以降はQuadrant Private Equity社の傘下にある。2019年4月、グレートサザンレール(Great Southern Rail)から現在の社名に改称した。
クルーズトレインによる観光に注力しており、ジ・オーバーランド、ザ・ガン、インディアンパシフィック、グレートサザンの4つの路線を運営している。

## 沿革
- 1997年10月 - 国鉄の民営化により誕生。
- 2019年4月 - 社名変更

## 列車

### 現在
- インディアンパシフィック (Indian Pacific) - シドニー～パース
- ザ・ガン (The Ghan) - アデレード～アリス・スプリングス～ダーウィン
- ジ・オーバーランド (The Overland) - メルボルン～アデレード
- グレートサザン（Great Southern）- アデレード～ブリズベン

### 過去
- ジ・サザンスピリット（The Southern Spirit）- ブリスベン～アデレード 2012年2月運行終了。